# ヘルマン・マッターン
ヘルマン・マッターン（Hermann Mattern, 1902年11月27日-1971年11月17日）はドイツ人造園家で、ドイツにおいて20世紀の最も重要な造園家の一人あった。

## 生涯
ヘルマン・マッターンはヘッセンのホーフガイスマーで1902年に生まれた。職人として1919年から1921年までは園芸の、数年後にガーデニングや造園見習いを経て、1924年にベルリン・ダーレムで園芸用の教育研究院で学ぶために赴く。短期間だがマクデブルク市の行政企画部門で働いている。 またこのときランドスケープアーキテクトのレベレヒト・ミッゲと協働している。
1927年に研修を終えた後、ポツダムのボーニムに渡り、カール・フェルスターとヘルタ・ハンメルシュバッヒャーのオフィスでそれぞれ設計部門のヘッドとして働く。このときヨーロッパ全域にわたっての計画活動に従事しており、空間計画、都市開発プロジェクトを開発するだけでなく、造園を通じた計画に様々に反映させた。
1928年にはハンメルシュバッヒャーが娘メリテとの結婚を進める。結婚は1935年に離婚に至る。家族の住宅は1932年にハンス・シャルーンらに依頼し協働、1934年に完成に至る。シャルーンとの接触は、ハンメルシュバッヒャーと設計中の家シュミンケ・デ・ラバウで、自身は庭園設計に参加していたことからである。
30代でマッターンは、他のランドスケープアーキテクトや、一緒にコンセプトガーデンの設計に係わったミュラロヴァー・ビラでアドルフ・ロースらと協働。 
マッターンは1930年代にはポツダムのカントリースタイルの客間を開発したオットー・フォン・エストルフとゲルハルト・ウィンクラーらの建築家と、国家のための様々な庭園の設計に従事。
1935年に、カール・フェルスターとPlanungsgemeinschaftという自身のデザイン事務所を設立。1945年まで続け、同年にアルヴィン・ザイフェルトに（オフィス業は政治的に「赤」と考えられていた）大きな政治的な反対にもかかわらず、「ライヒアウトバーン」の景観構築顧問に任命され就任する。
ランドスケープアーキテクトと一緒にフレデリック・シャウブ、アントロポゾフィスト、マックスカール・シュワルツ、ヴォルプスヴェーデの高速道路エンジニアであるハンス・ローレンツらと影響力あるパイオニアプロジェクトの計画と設計を担当、ライヒアウトバーン・ウィーン-ブルノ-ヴロツワフ間、特にモラビア-Trubauアクティブ間の残務構築のために、フランシスコ修道院につめる。
1936年から1939年にかけては、シュツットガルトのキレスベルク地域で開催予定の連邦園芸博覧会の実施計画に従事していたが、博覧会は1939年に、再びさらなる園芸を誇示するために多くの変更がなされた。
第二次世界大戦中は果実や野菜栽培などの食糧問題の技術顧問に就任する。
大戦後、エルンスト・レッドガーとアーノルド・ボーデらと一緒に協働し、1948年にはカッセルのアートアカデミー再興（名前はワークアカデミーとして、後に美術州立大学に）にかかわり、1948年から1949年には自身が起こした「景観文化学科」 で「風景培養のためのセミナー」の教授に就任。1949年には、シュヴィッツパート・シュヴァイツァー労働協会に加わり、臨時政府本部・ボン市の臨時首都計画に当たる。
1949年から1950年にかけて、シュツットガルト・キレスベルクでの他、自身が携わり、戦争で破壊されたカッセルのカールスアウエ河畔公園Avsパルクを瓦礫だらけの地形を風光明媚なスタイルにかえるべくこれを設計した。しかし大部分は、破壊された構造はもともとバロック様式の公園でその「復元」を支持、この設計では1981年に第二回の連邦園芸博覧会会場として設計する過程に位置づけられる。
その後はボンの他、再度シュツットガルトで活動。 
1950年に、以前自身がサイト作成計画を担当していて復興したキレンベルクで、連邦ガーデンショーが戦後初めて開催される。
1955年にはカッセルのショー開催とその後の計画のために委員として係わる。
1961年、ベルリン工科大学で造園や庭の設計のための教授職を受け入れ、1970年まで従事していた。
1965年、応用植物学のためのカール･フェルスター財団を設立する。また同年日本に来訪。1966年には若手の賞としてレンネ賞を発起した。
1971年の午前、キーム湖 （バイエルン）グレイムハルティンクで亡くなる。
ヘルマン・マッターンは、ヒューゴ・ヘリング、ハンス・シャルーン、ハンスペルツィヒ、オスカー・シュレンマー、ヘルタ・ハンメルシュバッヒャー、ヘルマン・ゴリッツとゲルハルト・グラウブナーのように、多くの著名ガーデンアーキテクト、建築家や芸術家と協力してきた。 
デザインは典型的な通常埋立地で地形のモデリングによる屋外部屋の形成であった（プロの同僚からのニックネーム「丘ヘルマン」;パートナーのヘルタ・ハンメルシュバッヒャーによる好ましい窪みこと、いわゆる「ウェル・ハータ」に従ってつけられたた）。 彼の庭園の多くでみられるその他の特徴は、芝生や植栽エリアを厳密に分離するが、マージはなされていないことであった。ただしそれでもガーデニングや家の設計は、「人間と庭は相互関係をアニメーションにたとえます。人の家や人々の庭は爽快さとしていつの間にか急ではなく、お互いに添加することで動作するようにすることができますが、相互に完全補完する必要があります。」とし、相互に反応する必要があるとした。

## 資料資産
ベルリン工科大学マッターンアーカイブに寄贈している<大学アーカイブTUベルリン：歴史と自己プレゼンテーションとフライヤー http://www.ub.tu-berlin.de/fileadmin/pdf/UA_Universitaetsarchiv_Flyer.pdf（PDF 1.2 MB）、2012年>。

## 著作実績
- ヘルマン・マッターン ：自由限度内（ (Bilder v. 庭園）、カッセル：ベーレンライター社、1938年、
- ヘルマン・マッターン（編）、フリッツ・カスパーリ[UA]（ら）：生活風景―風景の中に人間の活動に関する記述の収集、シュトゥットガルト：Hatje社、1950年
- カスラーガーデンブック：カッセル連邦ガーデンショー1955年の展覧会カタログ カッセル：連邦ガーデンショー、1955年（全体的な計画と芸術監督：ヘルマン・マッターン）
- エリカ・ブロドネル、インマヌエル・クローカー、マクシミリアン・デバス、ヘルマン・マッターン（ら）：学校の建物。2. umgearb。1951年頃版、ミュンヘン:RINN社
- ベアテ・マッターン、ヘルマン・マッターン：ヘルマン・マッターンの庭園、美しい庭園計画とで構築、議論され、ベアテ・マッターンが解説、シュトゥットガルト、Hatje社、1960年
- ヘルマン・マッターン：芝生が成長することはできない―12ケープ。消費景観上D d、（Bauweltファンデーション、13）; ベルリン、フランクフルト/ M、ウィーン。Ullstein社、1964年
- ヘルマン・マッターン：風景、中：エルンスト・マイ：都市の景観（ヘッセンeVの農業構造の改善のための作業部会からの報告、16）; ヴィースバーデン：AVA-ワーキンググループヘッセeVの農業構造改善のために、1964年
- ヘルマン・マッターン、Peter Pfankuch：ピーター・ヨセフ・レンネ（展覧会カタログ）ベルリン：科学の芸術/美術アカデミー上院会員 1966年